# Бої за Глухів (2022)
Бої за Глухів — бойові дії, що відбувалися 24 лютого–4 квітня 2022 року навколо міста Глухова Шосткинського району Сумської області в ході російського вторгнення в Україну.

## Хід подій

### Лютий

#### 24 лютого
Рано вранці 24 лютого 2022 року о 05:23 частини 90-ї танкової дивізії за підтримки 55-ї, 30-ї, 21-ї та 15-ї мотострілецьких бригад ЗС рф перетнули державний кордон України, пройшовши через контрольно-пропускний пункт «Бачівськ». Під час захоплення КПП до полону потрапило близько 90 осіб. За інформацією радниці голови Сумської ОДА Олени Бояринової 26 прикордонників потрапили у полон. За інформацією начальника Сумської митниці Юрія Азарова у полон потрапило 18 співробітників митниці на митному пропуску «Бачівськ». Їх відвезли до російського села Кокіно Вигоницького району у Брянській області. Більшість затриманих були працівниками інших служб (Державний контроль у сфері карантину рослин, ветеринарної медицини), продавчині та водії машин. Тобто люди які перебували на КПП.
Підступний удар переважаючих сил противника під Глуховом прийняли на себе військовослужбовці 16-го окремого мотопіхотної батальйону мотопіхотної бригади імені гетьмана Івана Виговського, які намагалися їх призупинити, зав'язалися бойові сутички. Кілька воїнів було поранено, для їхньої евакуації викликали транспорт бригадного медпункту. На допомогу побратимам негайно прибув санітарний транспортер на базі МТЛБ, маркований знаками Червоного Хреста, яким кермував водій молодший сержант Михайло Несольоний. Бронемашину було підбито, побратими зуміли витягнули із неї поранених, але врятувати Михайла не встигли — він загинув смертю Героя, до останньої миті виконуючи свій обов'язок на бойовому посту. 2 березня 2022 року Михайлу Несольоному за особисту мужність і героїзм, виявлені у захисті державного суверенітету та територіальної цілісності України, вірність військовій присязі було присвоєно звання «Герой України» з удостоєнням ордена «Золота Зірка» (посмертно).
Орієнтовно, о 09:50 на автодорозі Кіпті-Глухів-Бачівськ біля стаціонарного посту патрульної поліції вибухнула та загорілася автозаправка. Бойові сутички відбулися у військовій частині на трасі «Кіпті-Бачівськ», де було вбито військового Андрія Івашка та трьох поранених.
О 10:30 до Глухівської міської лікарні були доставлені перші шість поранених військовослужбовців. В поліклініці закликала прийти і здавати кров для поранених. Відразу ж вишикувалась черга з понад сотні людей, які бажали бути донорами крові. Через півгодини з-під Глухова до Шосткинської лікарні доставили двох поранених. У них поранення середньої тяжкості. Загалом тут лікувалося 11 поранених: у перший день одного з них (у тяжкому стані) відправлено до Сумської обласної лікарні та ще одного (з легкими пораненнями) виписали додому. За словами директора Володимира Гороха, військовослужбовця, доправленого з Глухова, прооперували, але він знаходився у реанімації у тяжкому стані.
В обід 24 лютого ворог пройшов Глухів транзитом через КПП Катеринівка та далі на південь у бік Бурині. Була інформація про оточення військ на колишньому аеродромі біля Глухова. Окупаційні війська взяли під контролюють трасу Київ−Москва від кордону з РФ і до Чернігівської області.
Приблизно о 16:24 у районі Глухова військові застосували ПТРК «Javelin» та знешкодили колонну бронетехніки РФ, що складалася з 15 танків Т-72.
Станом на 23:30 велися оборонні бої в районах села Перемоги та міста Глухова. Ворожа колона зі складу російської 58-ї бригади була зупинена — повідомила заступниця міністра оборони України Ганна Маляр.

#### 25 лютого
Орієнтовно о 15:20 25 лютого 17 російських БТР на швидкості з військовими на броні проїхали пост ДПС що біля Глухова, розстрілювали все навкруги, але цивільні авто не чіпали. Техніка пішла в сторону Києва (дішла до Дубовичів). Близько 18:00 військовики з колони ворожої техніки, що рухалася по трасі Кіпті-Бачівськ в бік Кролевця, розстрілювали все: було вбито цивільного чоловіка (його авто розстріляли) та пораненого, якого оперують в Глухівській лікарні.
З вечора 25 лютого ворог взяв під контроль трасу Кіпті-Бачівськ та розмістив свою техніку. Колона броньованої техніки курсує по трасі, хаотично стріляє у місцях, де можуть бути люди і не дозволяється виїзд на трасу цивільному населенню, щоб люди не висовувались, не рахували, не знімали. Частина техніки лишалася на околицях населених пунктів області. Але нікого поки не чіпають.

#### 26 лютого
Ввечері 26 лютого було повернуто в Україну 52 полонених на КПП «Бачівськ». Ще 26 прикордонників залишились перебувати у місці полону. Більшість із них перебували у полоні понад три роки. В ході масового обміну 1000 полонених, 25 травня 2025 року із полону звільнили п'ятеро прикордонників пункту пропуску «Бачівськ» Сергія Чауса, Руслана Божка, Дмитра Литвинова, Віталія Школьного та В'ячеслава Цигикала. Ще далі в неволі утримували в рф Володимира Лютенка, якого звільнили аж 23 липня 2025 року.

#### 27 лютого
У неділю 27 лютого були зупинені три БТГр в районах Хомутовка, Глухів та Батурин.

### Березень–квітень
Увечері 1 березня українські війська частково звільнили трасу Кіпті-Бачівськ. Також було перекрито в'їзд з РФ в Україну у двох місцях. Там зробили завали з дерева, блоків, та інших загороджувальних споруд. Після цього контролюється тероборона Сумської області взяла трасу під контроль з виставленням блокпостів.

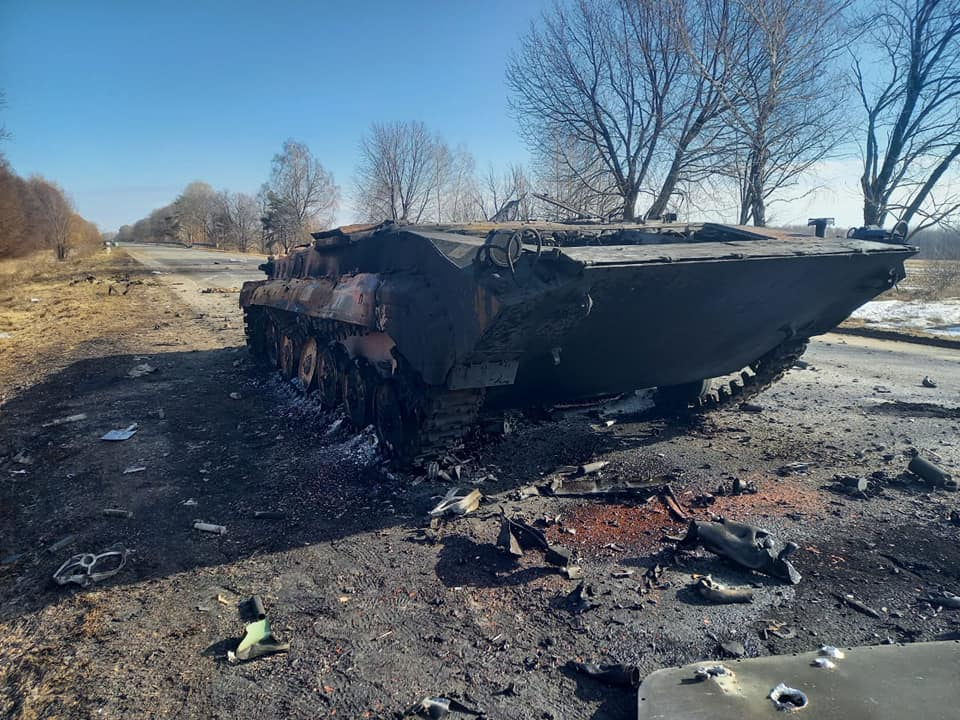
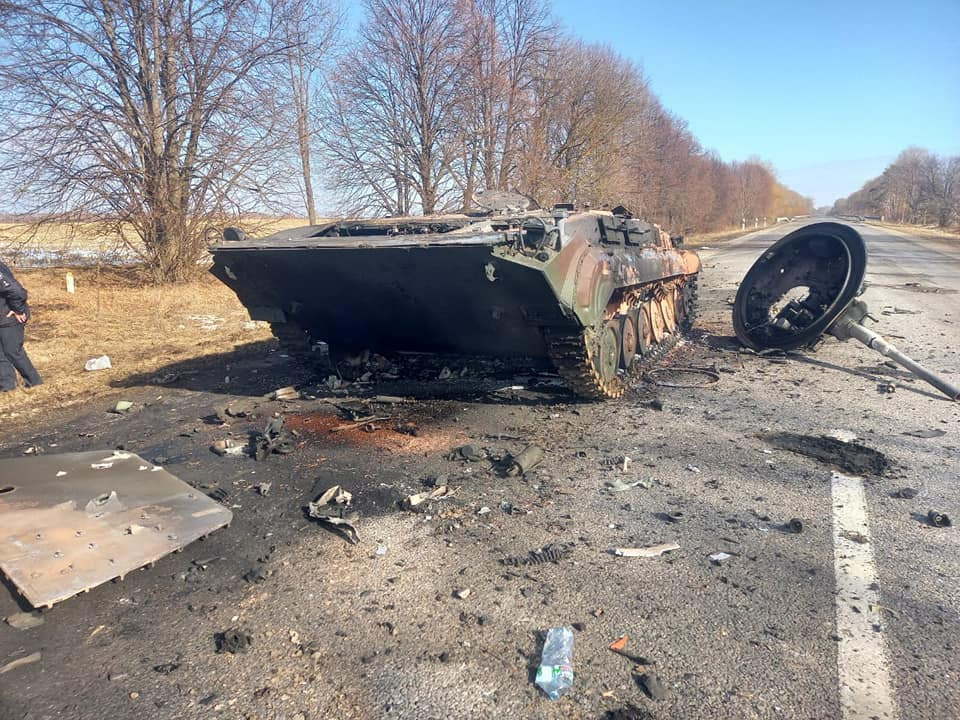
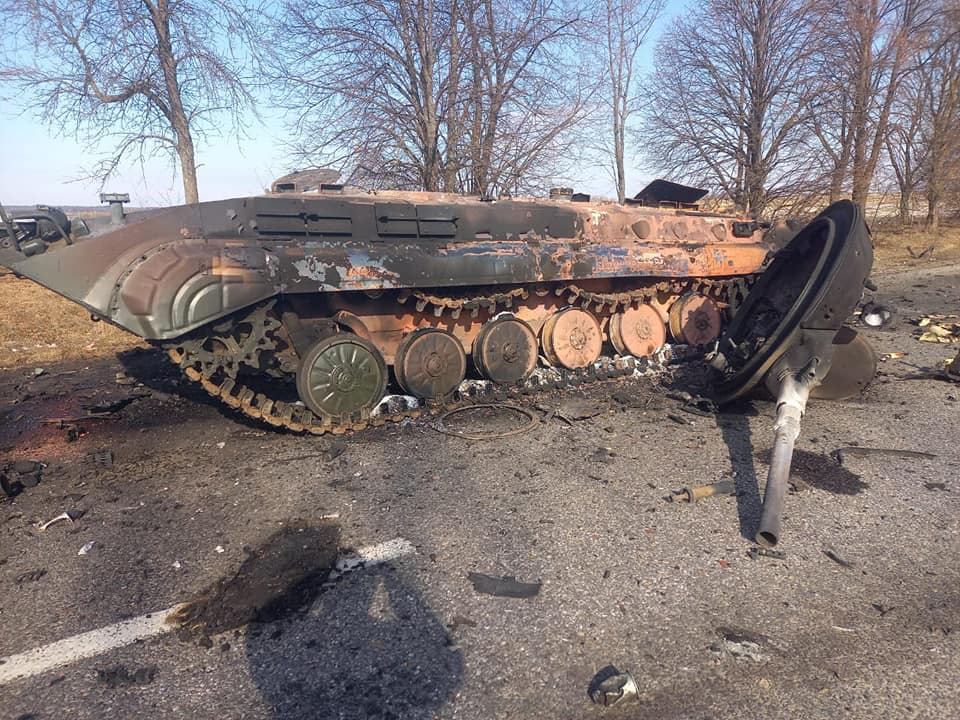
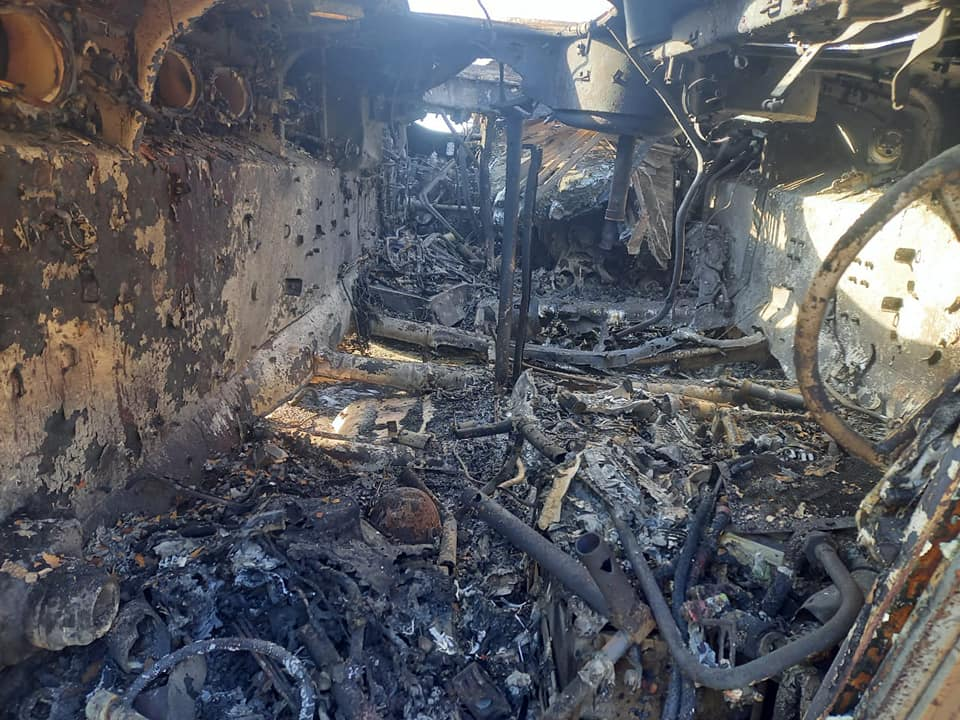
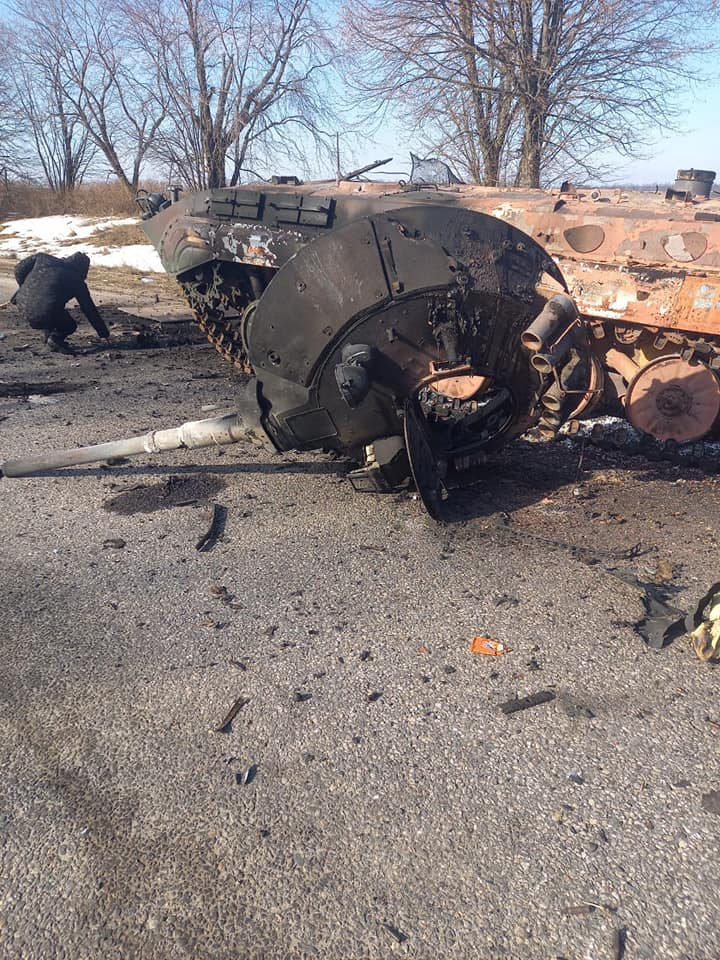
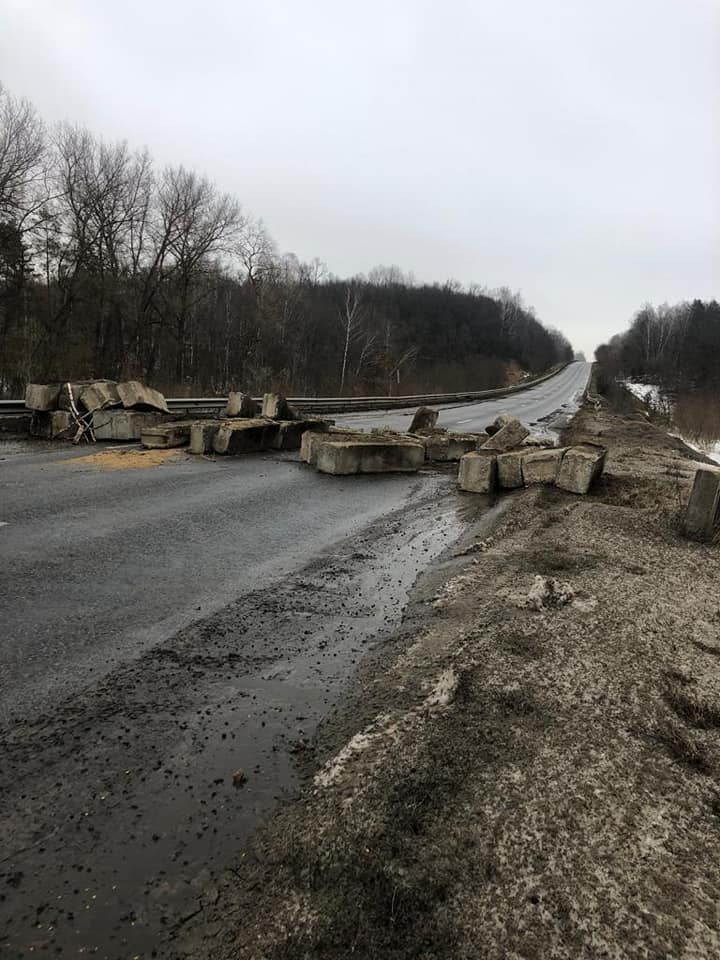

2 березня прикордонники 5-го прикордонного загону передовою групою спільно з підрозділами Збройних сил України витіснили окупантів і вийшли на лінію державного кордону на Сумщині.
Станом на 13 годину 17 березня було знеструмлено Глухів та Конотоп. За інформацією Конотопського міського голови Артема Семеніхіна не витримували мережі. Обленерго робить все можливе для того, аби зробити перепідключення. Відсутнє електропостачання в Глухівській міській громаді, повідомили в міськраді. Станом на 19 березня без світла на Сумщині з 17 березня, — за інформацією Сумської ОВА, — залишалися 28 300 абонентів. Зокрема, 18 березня про часткову відсутність світла повідомила і Надія Вайло, голова Глухівської громади. «Проблема виникла на державному рівні. Тобто, це не „Сумиобленерго“ та не „Глухівський РЕМ“. У звичайному режимі споживання нам потрібно 8 МВт. Сьогодні ми маємо 3,5 МВт», — сказала вона у своєму зверненні.
Прикордонна служба 11 квітня відновила контроль на раніше непідконтрольних прикордонних ділянках. За інформацією речника Державної прикордонної служби Андрія Демченка було піднято українські прапори у прикордонних підрозділах Сумської, Київської та Чернігівської областей. Прикордонна служба разом з підрозділами ЗСУ обстежує прикордоння. Однак, військові Росії здійснюють фортифікаційні заходи поряд із кордоном з Україною.

## Втрати
24 лютого 2022 року трагічно загинули військовослужбовці Михайло Несольоний та Андрій Івашко. М. Несольоний був водієм МТ-ЛБ 58-ї бригади 16-го окремого мотопіхотного батальйону. 2 березня 2022 року — за особисту мужність і героїзм, виявлені у захисті державного суверенітету та територіальної цілісності України, вірність військовій присязі йому присвоєно звання «Герой України» з удостоєнням ордена «Золота Зірка» (посмертно). А. Івашко служив у військах ППО, що розташовані поблизу села Обложки у військовій частині, яка відома під назвою «Глухів-2».
Під час поїздки на роботу ворожа атака обірвала життя командира відділення 34-го Державного пожежно-рятувального посту селища Есмань Сумської області Олексія Гречаника. Спочатку з ним було втрачено зв'язок, а потім його вбитим виявили біля власного авто по дорозі до підрозділу. Без батька залишилось двоє дітей.
25 лютого на ділянці траси Кіпті−Бачівськ між Есманню та Годунівкою було убито таксиста з Глухова. Розстріляли його транспорт.

## Розмінування
Піротехніки 25-26 квітня виявили 1145 одиниць вибухонебезпечних предметів АС-123 біля села Обложки (колишній Глухівський район).